# Chiesa di San Martino a Strada
La chiesa di San Martino a Strada o ai Cipressi si trova in località San Martino, nei pressi di Grassina, una frazione di Bagno a Ripoli, in provincia di Firenze.

## Storia

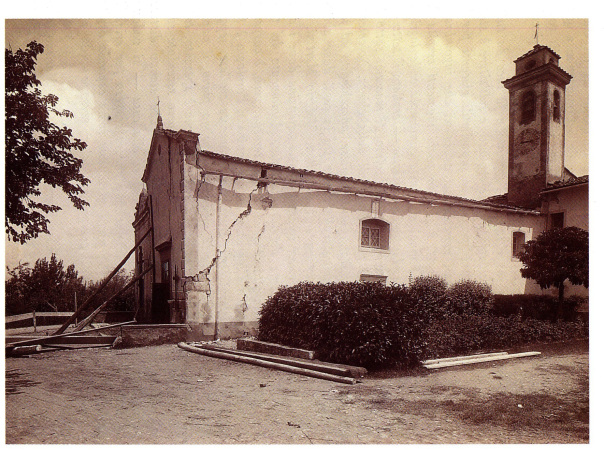
La chiesa danneggiata dal sisma del 1895

È costituita da una sola navata con tettoia a cavalletti. Ampliata nel Trecento e affrescata nel secolo successivo, fu trasformata in epoca barocca.
La chiesa subì gravi danni durante il terremoto di Firenze del 1895 e fu restaurata da Giuseppe Castellucci intorno al 1920 e riportata alle forme medievali.

## Descrizione
L'esterno presenta una facciata in pietra con una piccola finestra circolare, davanti alla quale è un portico in stile neogotico aggiunto nei restauri novecenteschi.
Nell'interno a navata unica sono stati rinvenuti interessanti brani di affresco, tra i quali un San Martino della metà del Quattrocento. All'altare di destra si trova un dipinto con Gesù conforta i deboli, opera di Alfonso Hollaender datata 1919, mentre quello sinistro, già occupato dalla tela di Lorenzo Lippi oggi nell'oratorio, presenta all'interno dell'edicola, un altro affresco frammentario del primo Quattrocento con un Angelo annunciante. In chiesa è anche un notevole  ciborio in marmo (secolo XVI)
Sopra l'altare maggiore è stata collocata una tavola attribuita alla scuola del Verrocchio con la Vergine e santi. 
Adiacente alla chiesa è l'oratorio della compagnia, all'altare del quale è posto un dipinto di Lorenzo Lippi con la Madonna che dona il Rosario, datato 1658 nell'iscrizione presente sulla tela e destinato in origine all'altare sinistro in chiesa.
All'esterno, sull'angolo con la via Chiantigiana, si trova un tabernacolo affrescato da Pietro Annigoni (1954) con la Madonna del Buon viaggio.

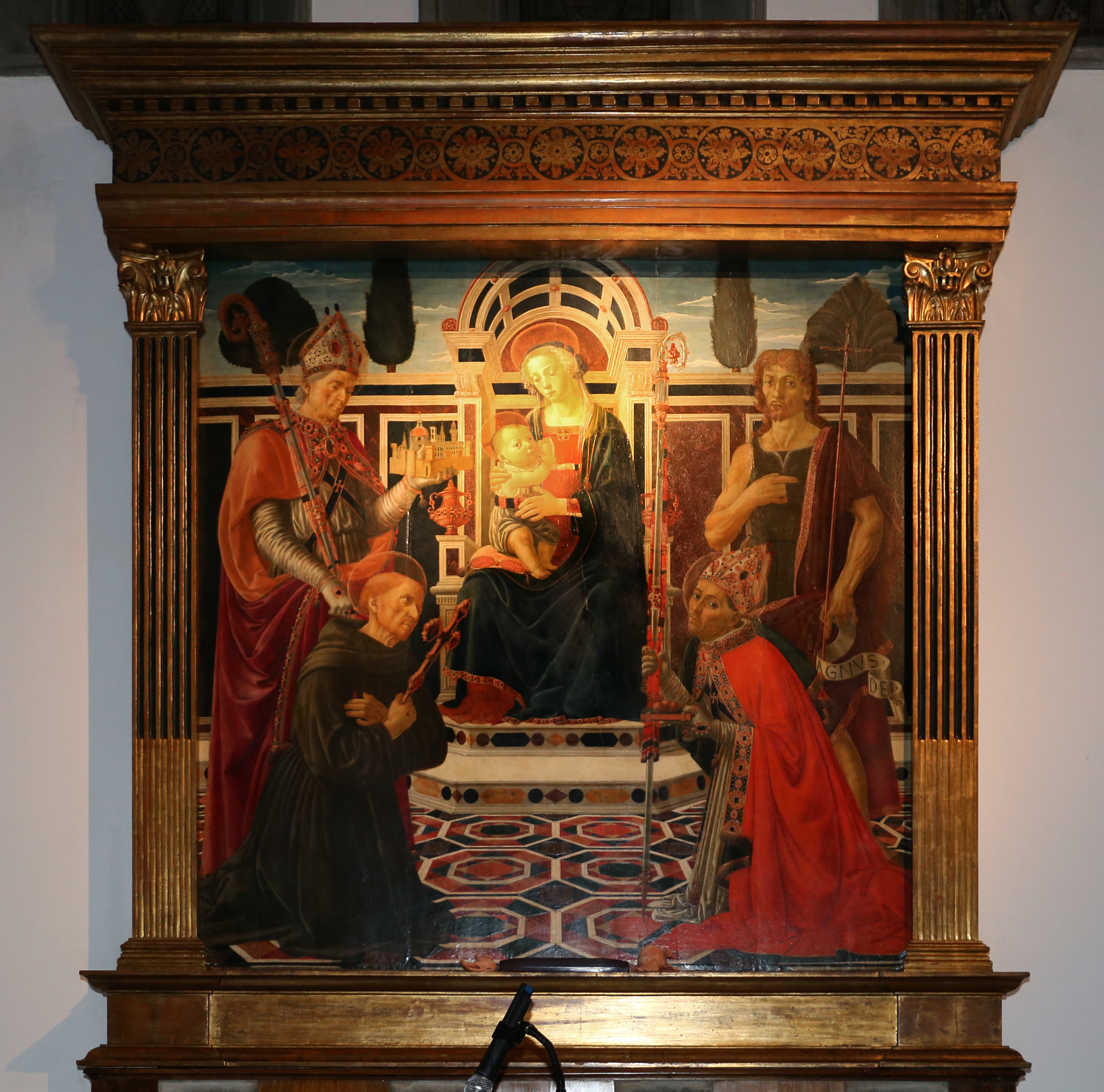
Bottega di Andrea del Verrocchio, Madonna col Bambino in trono e santi